# Arnaud-Guilhem
 Arnaud-Guilhem  es una población y comuna francesa, en la región de Mediodía-Pirineos, departamento de Alto Garona, en el distrito de Saint-Gaudens y cantón de Saint-Martory.

## Demografía
| 237 | 198 | 192 | 191 | 191 | 167 |
| Para los censos de 1962 a 1999 la población legal corresponde a la población sin duplicidades (Fuente: INSEE [Consultar]) |     |     |     |     |     |